# De Soto (Wisconsin)
De Soto és una població dels Estats Units a l'estat de Wisconsin. Segons el cens del 2000 tenia 366 habitants.

## Demografia
Segons el cens del 2000, De Soto tenia 366 habitants, 151 habitatges, i 104 famílies. La densitat de població era de 109,5 habitants per km².
Dels 151 habitatges en un 26,5% hi vivien nens de menys de 18 anys, en un 61,6% hi vivien parelles casades, en un 4% dones solteres, i en un 30,5% no eren unitats familiars. En el 25,2% dels habitatges hi vivien persones soles el 13,2% de les quals corresponia a persones de 65 anys o més que vivien soles. El nombre mitjà de persones vivint en cada habitatge era de 2,42 i el nombre mitjà de persones que vivien en cada família era de 2,93.
Per edats la població es repartia de la següent manera: un 22,7% tenia menys de 18 anys, un 4,4% entre 18 i 24, un 23,5% entre 25 i 44, un 32,2% de 45 a 60 i un 17,2% 65 anys o més.
L'edat mediana era de 44 anys. Per cada 100 dones de 18 o més anys hi havia 88,7 homes.
La renda mediana per habitatge era de 33.036 $ i la renda mediana per família de 40.000 $. Els homes tenien una renda mediana de 30.313 $ mentre que les dones 16.250 $. La renda per capita de la població era de 18.042 $. Aproximadament el 7,4% de les famílies i el 7,4% de la població estaven per davall del llindar de pobresa.

## Poblacions més properes
El següent diagrama mostra les poblacions més properes.